# 第一大马计划
第一大馬計劃是馬來西亞政府於1966年至1970年期間推行的經濟發展計劃，實行範圍為馬來西亞全境（包括沙巴和砂拉越），而不是像之前的經濟建設計劃一樣，只在馬來亞推行。這項計劃承接第二個馬來亞計劃（1961年－1965年），目標是為全體公民謀求福祉，同時改善農村居民（特別是下層人士）的生活環境。

## 內容
啟動第一大馬計劃之後，馬來西亞政府成立鄉村健康服務（Rural Health Services, RHS），方便鄉村人口就醫，同時政府在城市設立醫療中心，並對區域醫院進行提升工程，以便應付鄉村健康所轉介的個案。最後，計劃成功收窄（但沒有消除）城鄉之間的醫療水平差距，卻未能解決沙巴、砂拉越醫療設施設備短缺、人手匱乏的問題（相對於馬來西亞半島，即前馬來亞而言）。
政府為第一大馬計劃預留的教育開支超過4億7080萬元，但是最終動用的資金不足70%，原因之一是計劃高估了師資培訓和工業教育所需的成本。到計劃結束時，馬來西亞的國民識字率已經從1957年的51%提升到1970年的59%。
第一大馬計劃啟動時，馬來西亞的前宗主國英國才剛剛宣布，將不再承擔馬來西亞的防務和經濟事務，所以大馬政府需要向美國尋求經濟援助，以免計劃陷入資金困境，無法繼續推行，為此，大馬政府甚至無視部分國民反對，支持美國參與越南戰爭。然而，馬來西亞奉行中立政策，故此沒有直接向美國提供軍事援助，結果美國也沒有向馬來西亞提供足夠的援助資金。
第一大馬計劃需要處理的失業問題始於1960年代，雖然大馬的國內生產總值（GDP）增幅令人鼓舞，但是就業率沒有相應增長。當年馬來西亞個別行業也有種族分工的問題，例如馬來人主導公務員團隊，華人主導商界，印度人主要從事法律、醫療衛生等專業。政府執行第二个马来亚计划時，曾嘗試消除城鄉收入差距，但是效果並不滿意，目標也沒有達成。

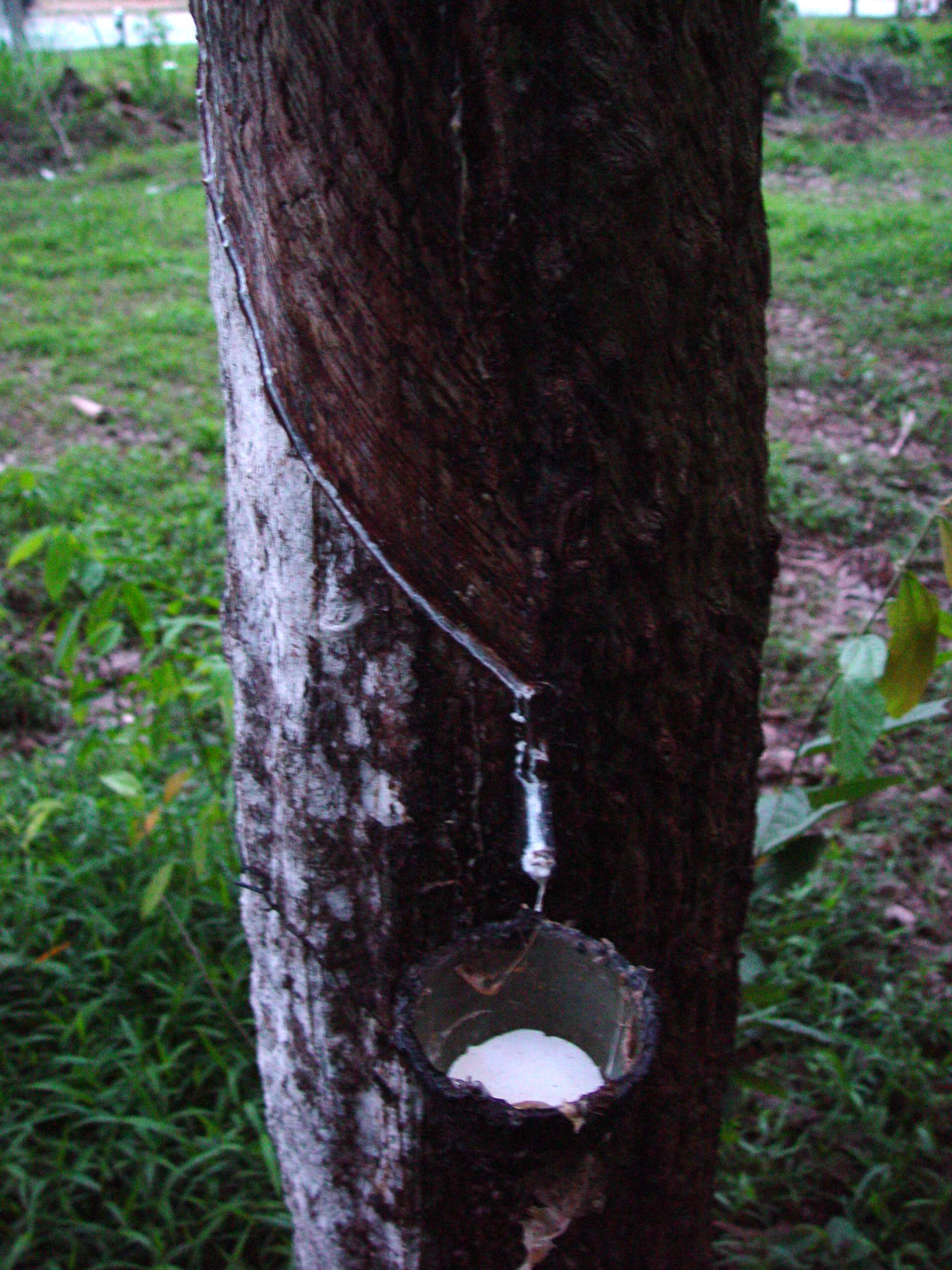
政府重新種植了數十萬棵橡膠樹，以增加橡膠樹產量

政府在推行第一个马来亚计划（1956年－1960年）期間，就已經提出要開發農村，促進農業，第一大馬也延續了這個政策。計劃實施期間，位於沙巴、砂拉越，種植稻米等農作物，而被劃入灌溉區域的農田面積已經超過40,000英畝（160平方）。為了提升橡膠產量，政府也重新種植了數以百、千計的橡膠樹；單在馬來西亞半島，這項措施所涉及到的小型耕地總面積就達到304,000英畝（1,230平方）。政府也曾經嘗試令缺乏生產效率的椰子種植園恢復生產，令漁民捕魚的手法得以革新，為養殖家禽、家畜的農民提供援助，令馬來西亞經濟一直以來對橡膠種植業的依賴得以舒緩，以及令馬來西亞半島的棕櫚油種植業和沙巴的木材工業得以發展。
為了令馬來西亞成為工業經濟體，馬來西亞政府還推出了一些鼓勵措施，鼓勵馬來人創業，提升馬來人管理生產企業的技能。政府在1965年成立了聯邦工業發展局（Federal Industrial Development Authority, FIDA），這個在1967年開始運作的機構追求的目標是加快和統籌馬來西亞的工業發展。馬來西亞在1968年實施了一項新法規，指定了當地個別企業的馬來人股權，也指定了當地生產企業當中馬來人佔僱員總數的比率。這些政策都是符合马来西亚宪法第一百五十三條的平權政策。這項法令規定，如果一家新創辦生產企業會馬來西亞市場生產貨品，那麼這家企業其中51%的股權就必須由馬來西亞公民擁有，不過法令卻允許外資全資擁有只生產出口貨品的馬來西亞企業。

## 成績與影響
政府旨在提升鄉村地區生活質素，目標遠大的計劃最終未能達標。雖然政府曾經推行過很多土地開發計劃，不過政府對社會資本的投資很有限，這既無法遏止鄉村居民遷往城市的趨勢，也不能提高鄉村家庭的收入。在馬來西亞半島，每月收入少於100馬元的家庭當中有90%是鄉村家庭，當中大部分都是馬來人家庭。
然而，政府提升橡膠產量的計劃卻大獲成功。統一質量的標準馬來西亞橡膠（Standard Malaysian Rubber, SMR）在1970年便已經佔馬來西亞橡膠總出口量的20%。政府也成功藉助新興工業的開發來減少國內經濟對橡膠種植業的依賴。
不過第一大馬計劃明顯未能舒緩收入分配不均的現象。馬來群眾對此的不滿情緒日益高漲之際，華人選民也憂慮他們要受到馬來人更有挑釁意味的「歧視」，並為此感到不高興。在1969年大選中，主張取消一部分或者全部有利於馬來人的平權政策的反對黨收穫甚豐，囊括多個國會議席，還幾乎令政府無法在國會掌握修憲所需的三分之二多數席次——自1955年大選以來，執政的聯盟便一直在國會中保持這種優勢。同樣反對政府以馬來人為本的經濟政策的反對黨——民主行動黨（行動黨）和馬來西亞民政運動黨（民政黨）舉行了一場勝利遊行，不過遊行行列當中的一些人卻以帶有種族歧視意味的字眼向旁觀的馬來人呼喊，令遊行的氣氛急轉直下。於是聯盟的第一大黨馬來民族統一機構（巫統）也自行舉辦了一場旨在「教訓華人」的遊行，不過這場遊行卻演變成一場持續了兩天的全面暴亂，後來人們便以「五一三事件」這個委婉的字眼來稱呼這次事件。死於這次暴亂的人士至少有200人，不過一些非正式的統計數據卻估計暴亂死亡人數比上面數據高出四倍。
大部分參加這場暴亂的人士都來自低收入階層，這令政府非常關注。政府頒布緊急狀態令，並中止國會運作，直至1971年才恢復國會。在此期間，國家的管治暫時由新成立的國家行動理事會負責。國家行動理事會草擬了第二大馬計劃、遠景計劃和新經濟政策，以處理華人與馬來人收入不均的問題，以及減少外國資本對馬來西亞經濟的控制；當中新經濟政策是最有爭議的。雖然新經濟政策闡明的目標是「快速拓展經濟」，以「消除貧窮」和「消除按照經濟功能而劃定的種族識別」，不過很多非馬來人認為這是「一種公開、赤裸裸的種族歧視」。新經濟政策在1991年結束，並由國家發展政策取替。雖然新經濟政策曾經受到批評，不過這項政策也因為創造了馬來中產階級和令該國各行各業當中不同種族的從業員所佔的比例更為均衡而受到讚揚。

## 備註
1. ↑  第二个马来亚计划是马来亚政府（1963年後為馬來西亞政府）推行的经济发展计划。這項計劃承接第一个马来亚计划，目标是“为农村人口提供配套措施和机会，提高他们的社會經濟地位。”執行計劃期間，政府投放更多資金支援農村建設，用於土地開發、基礎設施建設和社會福利的公共開支也大幅增加。此前住在乡村的马来人选民不滿當地经济停滞不前，因此聯盟在1959年大选仅獲得五成選票，得票率大幅下降。有的人認為，聯盟政府如此增加公共開支，就是為了挽回民望，脫離政治困境[1]。
2. ↑  第一个马来亚计划是马来亚政府推行的第一个经济发展计划，由首相署統籌，為農業和農村投放了大量人力物力。在這項計劃中，用於促進農業的資金佔公共開支的24%，剩下的大筆款項則用於基礎建設。計劃在1956年實施，一年後马来亚才脫離英國獨立。此前英國殖民政府也曾經集中可用的人力物力，不過那是為了平定馬來亞的共黨叛亂，而不是開發鄉郊地區。[1]

## 註腳
1. 1 2 3 4  Henderson et al. 1977，第293頁.
2. ↑  Henderson et al. 1977，第147頁.
3. ↑  Henderson et al. 1977，第160-161頁.
4. ↑  Henderson et al. 1977，第175-176頁.
5. ↑  Henderson et al. 1977，第268頁.
6. ↑  Henderson et al. 1977，第310-311頁.
7. ↑  Henderson et al. 1977，第319-320頁.
8. ↑  Henderson et al. 1977，第147-149頁.
9. ↑  Henderson et al. 1977，第310頁.
10. ↑  Means 1991，第7-9頁.
11. ↑  Henderson et al. 1977，第294頁.
12. ↑  Means 1991，第24, 311, 313頁.